# Maison Monnier
La maison Monnier est une maison située à Sigy-le-Châtel, dans la région Bourgogne-Franche-Comté et le département de Saône-et-Loire.

## Historique
Elle fait l’objet d’un classement au titre des monuments historiques depuis le 20 août 2009.